# Sri-lankische Cricket-Nationalmannschaft in England in der Saison 1998
Die Tour der sri-lankischen Cricket-Nationalmannschaft nach England in der Saison 1998 fand vom 27. bis zum 31. August 1998 statt. Die internationale Cricket-Tour war Bestandteil der Internationalen Cricket-Saison 1998 und umfasste einen Test. Sri Lanka gewann die Serie mit 1−0.

## Vorgeschichte
Beide Mannschaften spielten gleich zuvor gegeneinander als Teil der Emirates Triangular Tournament 1998. Das letzte Aufeinandertreffen der beiden Mannschaften bei einer Tour fand in der Saison 1992/93 in Sri Lanka statt.

## Stadion
Das folgende Stadion wurde für die Tour als Austragungsort vorgesehen.
| Stadion  | Stadt  | Kapazität | Spiele  |
| -------- | ------ | --------- | ------- |
| The Oval | London | 23.500    | 1. Test |

## Kaderlisten
| Test | Test |
| England | Sri Lanka |
| --- | --- |
| - Alec Stewart (K, wk) - Michael Atherton - Mark Butcher - Dominic Cork - John Crawley - Robert Croft - Angus Fraser - Darren Gough - Graeme Hick - Nasser Hussain - Steve James - Ben Hollioake - Alan Mullally - Mark Ramprakash - Ian Salisbury | - Arjuna Ranatunga (K) - Russel Arnold - Marvan Atapattu - Niroshan Bandaratilleke - Upul Chandana - Kumar Dharmasena - Chandika Hathurusinghe - Sanath Jayasuriya - Mahela Jayawardene - Prasanna Jayawardene - Romesh Kaluwitharana (wk) - Muthiah Muralitharan - Suresh Perera - Ravindra Pushpakumara - Aravinda de Silva - Hashan Tillakaratne - Mario Villavarayan - Pramodya Wickramasinghe |

## Test in London
| 27. – 31. August Scorecard | London (Oval) | England 445 (158.3) & 181 (129.2) | – | Sri Lanka 591 (156.5) & 37-0 (5) |
|                            |               | Sri Lanka gewinnt mit 10 Wickets  |   |                                  |

Sri Lanka gewann den Münzwurf und entschied sich als Feldmannschaft zu beginnen. Als Spieler des Spiels wurde Muttiah Muralitharan ausgezeichnet.